# Schurft (mens)
Schurft (scabiës; Lat. scabies) is een huidafwijking die wordt veroorzaakt door de schurftmijt (Sarcoptes scabiei). Deze minder dan 0,5 mm grote mijt graaft gangen in de huid. Daar vindt bevruchting plaats, waarna de nakomelingen de gangenstelsels verder uitbouwen. De jeuk ontstaat bij nog niet eerder besmette personen pas na een paar weken, door een allergische reactie op de mijt en de uitwerpselen daarvan.

## Diagnose
Schurft is (moeilijk) te herkennen aan een huiduitslag met vooral rode bultjes. Op en bij deze bultjes zijn de gangen van de mijten soms zichtbaar als witte streepjes van enkele millimeters lang. Tussen de vingers, rond de tepels en rond de navel zijn plaatsen waar ze vrij geregeld zijn aan te treffen. Het is echter zeker niet ongebruikelijk bij iemand die al weken overal jeuk heeft ook bij goed zoeken geen enkele gang aan te kunnen treffen. Door de allergische reactie van het lichaam gaan de plekken hevig jeuken, waarna de patiënt gaat krabben. Schurft komt vooral voor op (tegen krabben) beschutte plekken van de huid, zoals de strekzijde van ellebogen, liezen, tepels, penis, scrotum en tussen de vingers.
De definitieve diagnose wordt gesteld door het aantonen van de mijt onder de microscoop; dit is niet altijd mogelijk. Sterke aanwijzingen zijn soortgelijke gevallen van jeuk onder intieme bekenden (schurft is de enige echt besmettelijke vorm van jeuk) en in de anamnese valt vooral ook op dat de jeuk 's avonds in bed voor de patiënten ondraaglijk wordt, met andere woorden als er een wat warm en iets vochtig milieu heerst. In Nederland is schurft vrij zeldzaam; in Groot-Brittannië wordt het in sommige streken nog haast dagelijks gezien. Vrij geregeld wordt het in Nederland geïmporteerd, maar veel Nederlandse huisartsen zullen nog nooit een geval zijn tegengekomen. Dat is ook de reden waarom het vaak onterecht alleen als een allergische reactie wordt afgedaan. Het is een allergische reactie, veroorzaakt door de schurftmijt en zijn uitwerpselen, maar een waarvan de oorzaak kan worden aangepakt.

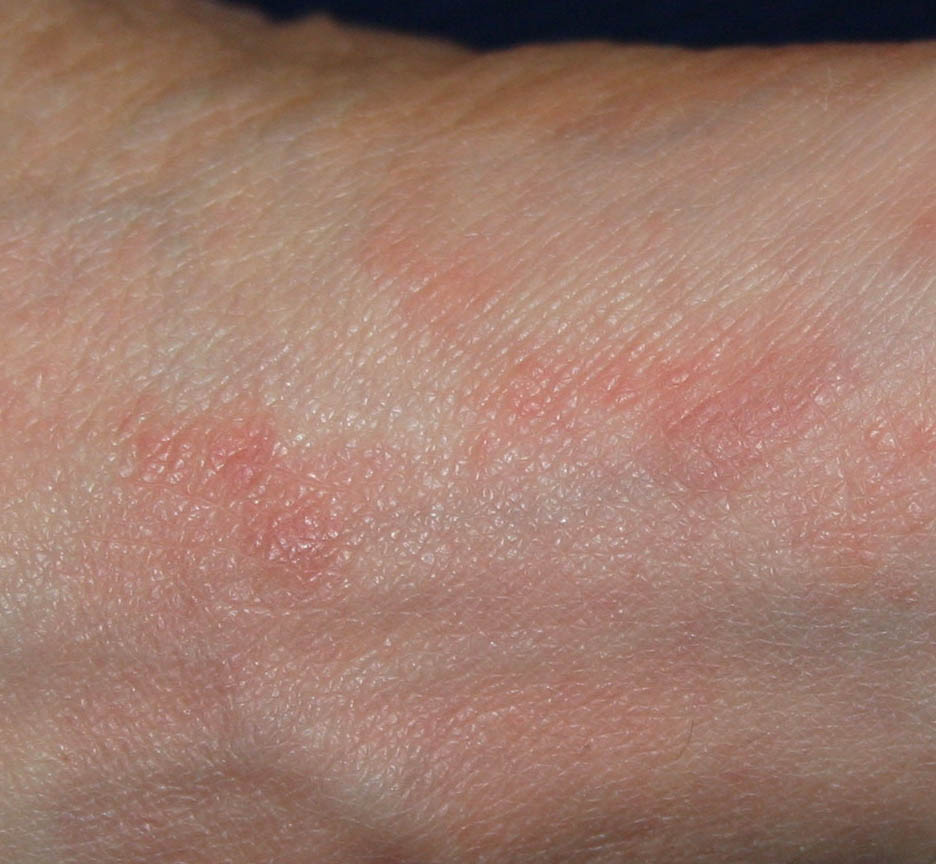
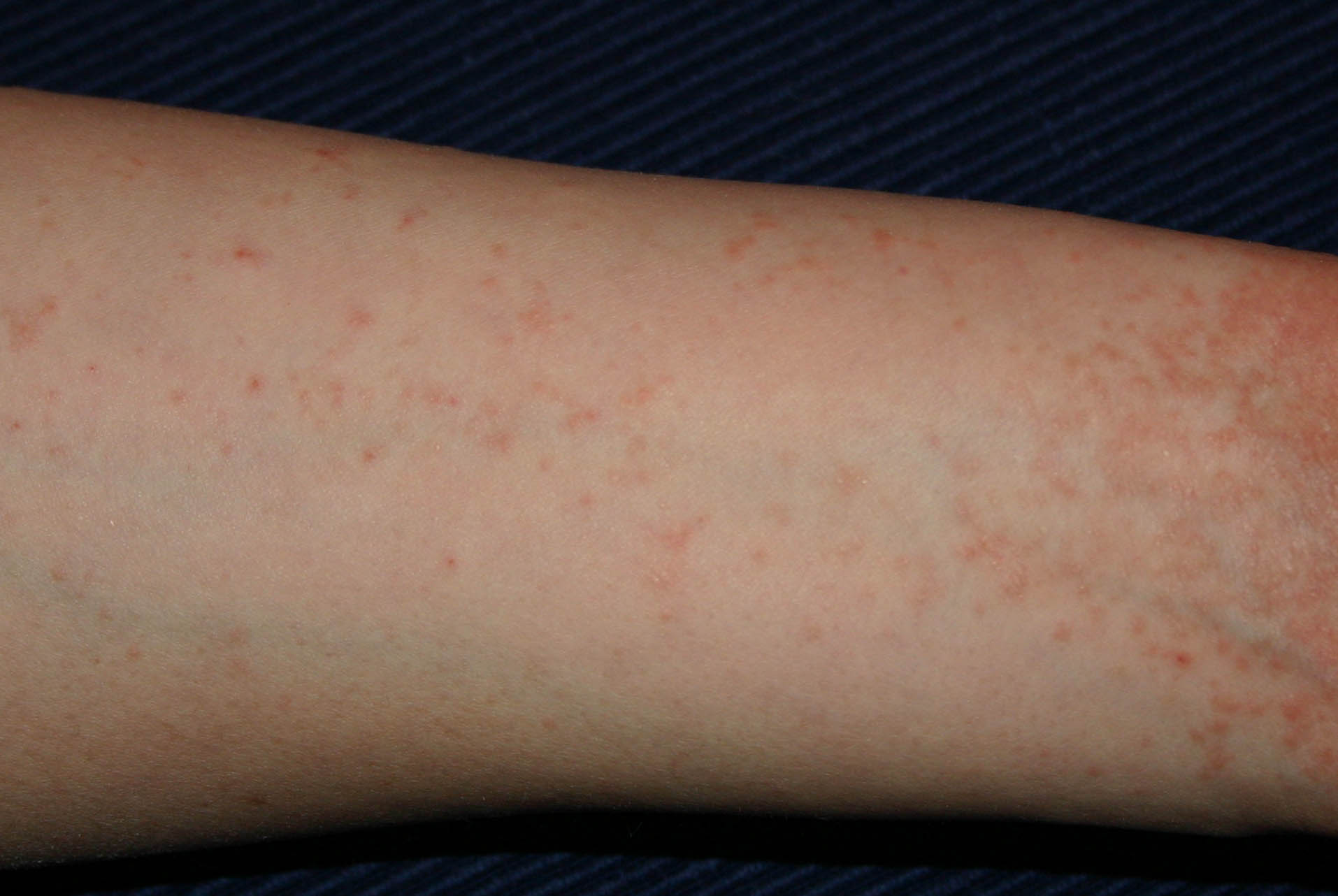
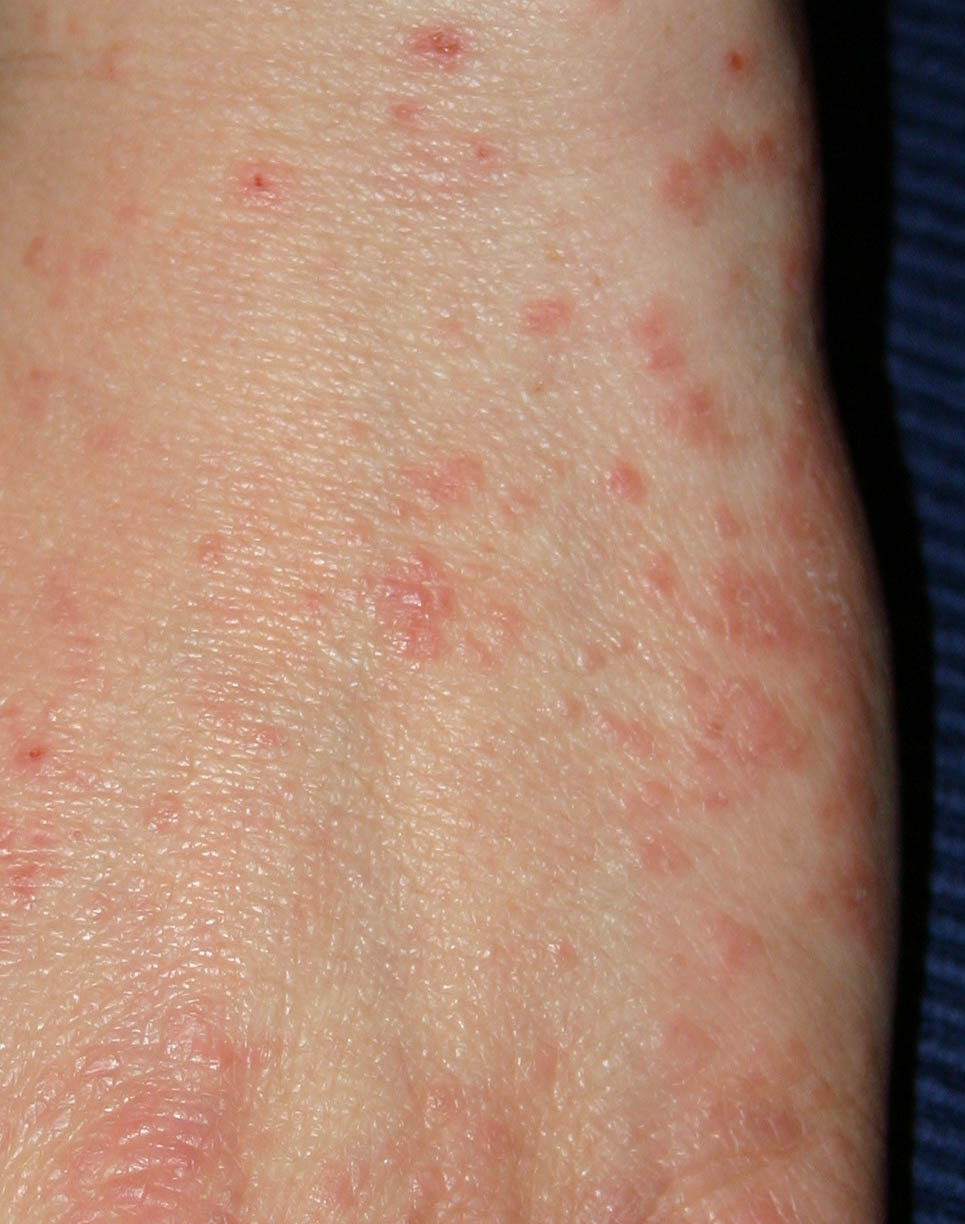
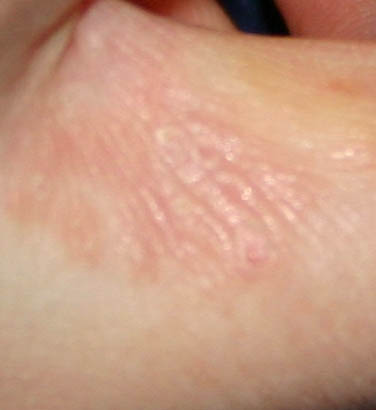

## Scabies norvegica

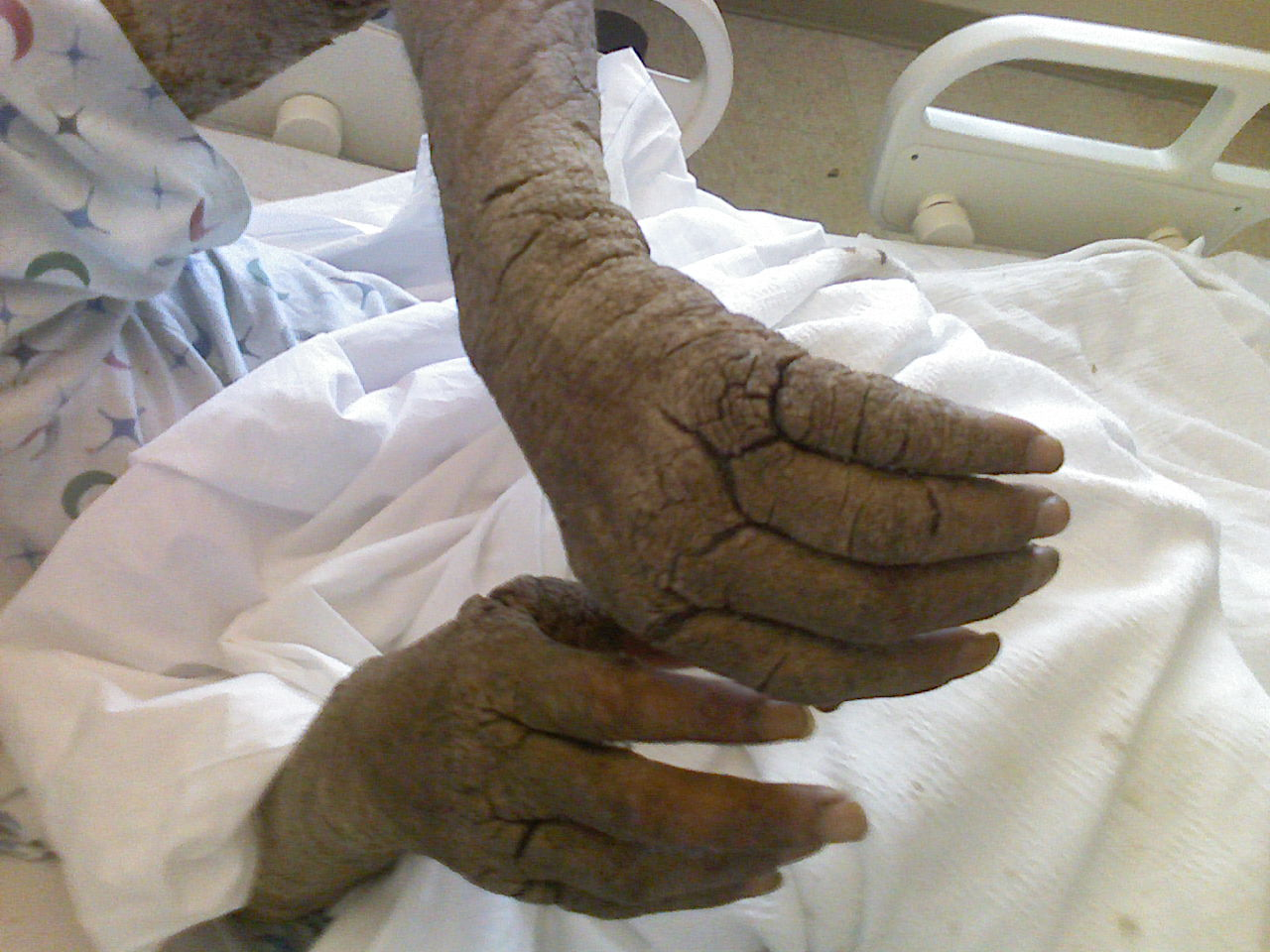
Noorse schurft

Krabben lijkt te helpen om de infectie beperkt te houden. Bij patiënten die om een of andere reden zelf niet (kunnen) krabben (zoals ernstig demente bejaarde en inwoners van tehuizen voor ernstig meervoudig gehandicapten) treden soms gevallen van zeer ernstige infecties op: de zogenaamde Scabies norvegica ('Noorse scabies', synoniem: Scabies crustosa). Deze variant wordt veroorzaakt door dezelfde parasiet, maar zorgt voor een veel ernstigere aantasting van de huid met grotere aantallen mijten; het aantal mijten kan oplopen tot miljoenen. Noorse schurft heet zo omdat het in Noorwegen is ontdekt. Deze schurftvariant komt ook voor bij mensen met een verminderd immuniteitssysteem zoals aids-patiënten.

## Overdraagbaarheid
Normaal geeft handcontact een zeer gering risico. Wanneer de geïnfecteerde een uitgebreide infectie heeft met veel mijten kan een hand geven wel voldoende zijn om met de mijt besmet te raken. Zeker bij Scabies norvegica is een oppervlakkig contact soms al voldoende. Dat geldt ook voor langdurige omhelzingen en met name seksueel contact. Ook kan de mijt via beddengoed, handdoeken en dergelijke worden overgedragen, en zullen bij samenwonen op een kleine oppervlakte ook huisgenoten besmet kunnen raken.

## Behandeling
- Permetrinecrème, wordt eenmalig op de aangedane plekken aangebracht en dient 8 tot 12 uur lang op de huid te blijven. Indien nodig na 7 dagen herhalen.
- Benzylbenzoaatsmeersel, wordt op de betroffen plaatsen aangebracht en dient daar gedurende 24 uur lang in te werken. Twee tot driemaal herhalen. Omdat het middel meerdere malen moet worden aangebracht, beschouwt men het als middel van laatste keus.
- Ivermectine (Stromectol) is het enige (in Nederland) middel tegen schurft dat in tabletvorm beschikbaar is. Voordelig is het gebruiksgemak, nadelig de wellicht iets geringere werking. De ivermectine wordt eenmalig ingenomen, waarbij de hoeveelheid afhankelijk is van het gewicht van de patiënt. Zo nodig herhalen na 1 tot 2 weken.

Het is belangrijk huisgenoten (ook zonder klachten) mee te behandelen, en ook maatregelen te treffen om herbesmetting vanuit beddengoed, kleding of huisraad te voorkomen. Bij gewone scabies is het raadzaam alle gedragen kleding en het beddengoed, indien mogelijk te wassen op minimaal 60 graden (geen verkort wasprogramma). Indien wassen niet mogelijk is, is het raadzaam de kleding, het dekbed, kussen, maar ook de matras minimaal 72 uur te luchten.
De mijt overleeft het langst (7 dagen) bij hoge luchtvochtigheid (liefst verzadigd) en 12 °C. Tien minuten bij 50 °C doodt de mijt. In het algemeen overleven de mijten drie dagen bij kamertemperatuur (18–20 °C) niet. De overgebleven mijten zijn dan slecht in staat om mensen te infecteren, omdat ze door gebrek aan voedsel te verzwakt zijn om zich nog te kunnen ingraven in de huid.
Schurft is bij tijdige behandeling betrekkelijk onschuldig. Een gangbaar gevolg kan eventueel een geïrriteerde of ontstoken huid zijn door het vele krabben.
Na behandeling met een mijtendodend product gaat de jeuk pas over als de laatste gangen in de huid zijn weggesleten, wat nog meerdere weken kan duren. Hiervoor kan men een corticosteroïde-bevattende crème (bijvoorbeeld hydrocortisonacetaat) geven om de jeuk wat te stillen.
Indien de klachten toch blijven aanhouden, is het raadzaam een dermatoloog te bezoeken. Het kan zijn dat het mijtdodende middel in eerste instantie onvoldoende werkzaam bleek, waardoor een tweede behandeling noodzakelijk is.